# Fernando Salmerón
Fernando Salmerón Roiz (Córdoba, Veracruz, 30 de octubre de 1925 - Ciudad de México, 31 de mayo de 1997), fue un filósofo, catedrático, investigador y académico mexicano. Sus áreas de especialidad fueron la ética y la filosofía de la educación, así como la historia de la filosofía.

## Estudios
En 1948,  se graduó como abogado en la Escuela de Derecho del Estado de Veracruz. Se trasladó a la Ciudad de México en donde obtuvo la maestría en 1955 en Filosofía por la Universidad Nacional Autónoma de México. Fue discípulo de José Gaos. Años más tarde, en 1965,  obtuvo el doctorado en la misma especialidad. Realizó estudios de posgrado en Filosofía en la Universidad de Friburgo en Alemania.

## Investigador y académico
En 1956, al terminar su maestría, regresó a su estado natal. En la ciudad de Xalapa fue fundador, catedrático y director de la Facultad de Filosofía, Letras y Ciencias de la Universidad Veracruzana (UV), ejerció el cargo de secretario general de 1957 a 1958 y rector de 1961 a 1963. Durante su gestión fundó la revista cultural La Palabra y el Hombre.
En 1966 entra como director del Centro de Estudios Filosóficos de la Facultad de Filosofía y Letras de la UNAM que más tarde será Instituto de Investigaciones Filosóficas de la UNAM el cual dirigió de 1966 a 1978. De forma paralela, fue director de 1965 a 1966 de Enseñanza Superior e Investigación Científica de la Secretaría de Educación Pública (SEP). Durante este periodo fue director de la revista Diánoia y cofundador de la revista Crítica. Fue director del proyecto Obras Completas de José Gaos cuya duración fue de casi veinte años.
Fue rector de la Universidad Autónoma Metropolitana (UAM) de la  Unidad Izatpalapa de 1978 a 1979 y rector general de dicha institución de 1979 a 1981.
Terminada su gestión en la UAM ocupó diversos cargos administrativos y académicos en la UNAM, llegando a ser miembro de su Junta de Gobierno. Fue miembro nivel III del Sistema Nacional de Investigadores de México y vocal de su Consejo Directivo. Ingresó a El Colegio Nacional el 4 de abril de 1972 con el discurso El lenguaje de la educación, fue presentado por el doctor Eduardo García Máynez.  Fue secretario del Comité de Historia de las Ideas de la Comisión de Historia del Instituto Panamericano de Geografía e Historia y miembro del Consejo Nacional Técnico de la Educación de la SEP.  Fue elegido miembro de número de la Academia Mexicana de la Lengua el 19 de mayo de 1994 para ocupar la silla XXXII. Murió el 30 de octubre de 1997 en la Ciudad de México.

## Premios y distinciones
- Miembro de El Colegio Nacional desde 1972.
- Doctor honoris causa por la Universidad Veracruzana en 1980.
- Premio Universidad Nacional en Investigación en Humanidades, otorgado por la Universidad Nacional Autónoma de México en 1993.
- Premio Nacional de Ciencias y Artes en el área de Historia, Ciencias Sociales y Filosofía, otorgado por el Gobierno de la República mexicana en 1993.

## Obras publicadas
- Cuestiones educativas y páginas sobre México, en 1962.
- Las mocedades de Ortega y Gasset, en 1965.
- La doctrina del ser ideal en tres filósofos contemporáneos: Husserl, Harmann y Heidegger, en 1965.
- Major Trends in Mexican Philosophy, en 1966.
- La filosofía y las actitudes morales, en 1971.
- Antología de ética, en 1976.
- La investigación en la Universidad y las innovaciones técnicas, en 1983.
- José Ortega y Gasset, coautor con Alejandro Rossi, Luis Villoro y Ramón Xirau, en 1984.
- Philosopycal Analysis in Latin America, en 1984.
- Ética y análisis, en 1985.
- Filosofía e historia de la ciencia, en 1986.
- Albert Einstein: perfiles y perspectivas, en 1987.[4]